# Love Island Italia
Love Island Italia è stato un programma televisivo italiano prodotto da Discovery Italia e Fremantle, trasmesso sul servizio di streaming a pagamento Discovery+. È basato sul programma televisivo britannico Love Island creato da ITV Studios ed è stato adattato da vari paesi.

## Storia del programma
La prima edizione è andata in onda nel 2021 con la conduzione di Giulia De Lellis.
La sigla del programma era la canzone In un'ora di Shade.

## Format del programma
Love Island coinvolge un gruppo di concorrenti (lovers) che vivono isolati dal mondo esterno in una villa a Gran Canaria, costantemente sotto sorveglianza video. Per sopravvivere nella villa, i lovers devono essere accoppiati con un altro lover, che sia per amore, amicizia o denaro, poiché la coppia vincitrice complessiva riceve 20000 €. Il primo giorno, i lovers si accoppiano per la prima volta in base alle prime impressioni, ma per tutta la durata della serie sono costretti a "ri-accoppiarsi" tramite i vari recouplings dove possono scegliere di rimanere nella loro coppia attuale o scambiare e quindi cambiare compagno/a. Il percorso dei lovers viene ostacolato dalle entrate di nuovi concorrenti (bombshells). Qualsiasi lover che rimane single dopo il recoupling viene eliminato. I concorrenti possono anche essere eliminati tramite voto pubblico, poiché durante il programma, il pubblico vota tramite l'app ufficiale di Love Island Italia per la loro coppia preferita, per chi pensano sia la più compatibile, per la loro coppia meno preferita oppure per assegnare alla loro coppia preferita una notte nella tanto ambita Lovers' Room, una stanza privata. Però può succedere anche che le coppie possano decidere di eliminare (tramite un voto privato o un voto all'unanimità) un singolo lover o una coppia. Nel corso del programma, i concorrenti partecipano anche a varie challenge con premi in palio (incontri romantici o la Lovers' Room). Durante l'ultima settimana, il pubblico vota per quale coppia vuole far vincere il dating show e che quindi porta a casa 20000 €.

## Edizioni
| Edizione | Conduzione       | Periodo       | Periodo       | Puntate | Concorrenti | Concorrenti | Vincitori         | Vincitori   |
| Edizione | Conduzione       | Inizio        | Fine          | Puntate | Lovers      | Bombshells  | Vincitori         | Vincitori   |
| -------- | ---------------- | ------------- | ------------- | ------- | ----------- | ----------- | ----------------- | ----------- |
| 1ª       | Giulia De Lellis | 7 giugno 2021 | 4 luglio 2021 | 30      | 10          | 7           | Rebeca Di Filippo | Wolf Yevhen |

## Luoghi
| Edizione | Luoghi               |
| -------- | -------------------- |
| 1ª       | Gran Canaria, Spagna |